# Лиговка (село)
Лиговка (укр. Лигівка) — село,
Лиговский сельский совет,
Сахновщинский район,
Харьковская область, Украина.
Код КОАТУУ — 6324884001. Население по переписи 2001 года составляет 960 (449/511 м/ж) человек.
Является административным центром Лиговского сельского совета, в который, кроме того, входят сёла
Бондаревка,
Алексеевка,
Тарасовка и
Червоная Степь.

## Географическое положение
Село Лиговка находится на левом берегу реки Орель,
выше по течению на расстоянии в 2 км расположено село Олейники,
ниже по течению примыкает к селу Алексеевка,
на противоположном берегу — сёла Нагорное и Надеждино.
Река в этом месте очень извилистая, образует старицы, лиманы и озёра.
Село вытянуто вдоль реки на 6 км.

## История
- 1845 — дата основания.

## Экономика
- Частное сельскохозяйственное предприятие «Прогресс».

## Объекты социальной сферы
- Школа.
- Больница.
- Детский сад.
- Клуб.
- Стадион.
- Музей.
- Библиотека.

## Достопримечательности
- Братская могила советских воинов и памятный знак воинам-односельчанам. Похоронено 1459 воинов.

## Спорт
- Футбольная команда Прогресс. Команда по настольному теннису неоднократно занимала первые места на областных соревнованиях, тренер — Волошин Н.В..

## Известные люди
- В селе родился Герой Советского Союза Иван Кипоть.
- В селе родился украинский писатель Чабановский Михаил Иванович. Учреждена литературная премия им. М. Чабанивского.

## Религия
- Церковь Казанской иконы Божией Матери.